# Kazimierz Studentowicz
Kazimierz Studentowicz (ps. „Bolesław Korzon”; ur. 30 września 1903 w Krakowie, zm. 10 marca 1992 w Poznaniu) – polski prawnik, doktor habilitowany nauk ekonomicznych, publicysta, działacz polityczny, ofiara represji w okresie stalinowskim.

## Życiorys
Pochodził z inteligenckiej rodziny. W 1925 ukończył studia prawnicze na Uniwersytecie Jagiellońskim. Następnie odbył staż w Londynie, a w 1926 uzyskał na UJ stopień doktora w dziedzinie nauk ekonomicznych pod kierunkiem Adama Krzyżanowskiego. W 1928 uzyskał drugi doktorat z ekonomii na Columbia University i został zatrudniony w Banku Gospodarstwa Krajowego w Warszawie. Równocześnie został publicystą m.in. pism „Bank” i „Gospodarka Narodowa”. W latach 30. związał się z Klubem „Buntu Młodych”/„Polityki”, gdzie uchodził za autorytet od gospodarki. Był redaktorem i autorem części gospodarczej manifestu programowego środowiska skupionego wokół Jerzego Giedroycia pt. Polska idea imperialna. Przełożył w 1939 książkę brytyjskiej ekonomistki z nurtu postkeynesizmu Joan Robinson Walka z bezrobociem.
Pod okupacją niemiecką założył podziemną organizację „Wspólnota”, która w 1940 weszła w skład Federacji Organizacji Narodowo-Katolickich „Unia”. Wchodził w skład Rady Programowej tej organizacji i był autorem jej tekstów programowych z zakresu polityki zagranicznej (z wyraźnym odwołaniem do koncepcji Romana Dmowskiego) i społeczno-gospodarczej. W 1943 wraz z większością działaczy „Unii” wszedł w skład Stronnictwa Pracy i zasiadał we władzach naczelnych SP, zajmując się w nich wydziałem społeczno-gospodarczego. Przejął od Konrada Sieniewicza redagowanie konspiracyjnego pisma „Naród” we współpracy m.in. z Januszem Pajewskim. Podczas powstania warszawskiego brał udział w tworzeniu cywilnej administracji, pełnił funkcję komendanta straży ogniowej. Opowiadał się za współpracą wojskową z ZSRR lub zaprzestaniem walk.
Działał w SP do lipca 1946. Opracował z Jerzym Braunem deklarację programową kongresu SP w Krakowie 15 lipca 1945. Później był publicystą chadeckiego „Tygodnika Warszawskiego”. Za działalność w ruchach katolickich niezależnych od władz komunistycznych był represjonowany. Po nieudanej próbie ucieczki za granicę, w 1948 został aresztowany, a w maju 1950 skazany na karę 15 lat pozbawienia wolności. W maju 1956 objęła go amnestia.
W 1956 podjął nieudaną próbę reaktywacji SP negocjując z Zenonem Kliszką. Następnie został członkiem Klubu Inteligencji Katolickiej (KIK) w Warszawie, gdzie kierował sekcją społeczną. W 1957 został zatrudniony w Zakładzie Nauk Ekonomicznych Polskiej Akademii Nauk. W 1965 habilitował się na Uniwersytecie Warszawskim, uzyskując następnie stanowisko docenta. W 1969 odszedł na emeryturę.
Do 1976 współpracował z resortowym Instytutem Finansów, później publikował teksty ekonomiczne w „drugim obiegu”. W 1981 był współinicjatorem protestu przeciwko konferencji naukowej z udziałem tzw. „emigrantów marcowych”. Nacjonalistyczno-antysemicka wymowa jego wystąpienia została potępiona w uchwale zarządu KIK, po czym Studentowicz opuścił klub. Przystąpił do Zjednoczenia Patriotycznego „Grunwald” i działał w nim na rzecz upamiętnienia ofiar reżimu stalinowskiego, który utożsamiał w myśl teorii spiskowej z kadrami żydowskiego pochodzenia w Ministerstwie Bezpieczeństwa Publicznego. W 1989 współtworzył Chrześcijańsko-Demokratyczne Stronnictwo Pracy.

## Prace
- Polityka gospodarcza państwa, Warszawa 1937
- Dewaluacja a kryzys gospodarczy, Warszawa 1937
- (z Adolfem Bocheńskim i in.) Polska idea imperialna, Warszawa 1938
- Ewolucja zasad polityki pieniężnej w krajach kapitalistycznych, Warszawa 1965 (praca habilitacyjna)
- Aktualna dyskusja nad reformą światowego systemu walutowego, Warszawa 1969
- Przyszłość światowego systemu walutowego, Warszawa 1971
- Perspektywy monetarne złota, Warszawa 1973
- Czynniki opóźniające reformę światowego systemu walutowego, Warszawa 1976
- Problem opanowania inflacji jako czynnik reformy światowego systemu walutowego, Warszawa 1978